# یواس‌اس دوین (دی‌دی-۲۸۰)
یواس‌اس دوین (دی‌دی-۲۸۰) (به انگلیسی: USS Doyen (DD-280)) یک کشتی بود که طول آن ۹۵٫۸۳ متر (۳۱۴٫۴ فوت) بود. این کشتی در سال ۱۹۱۹ ساخته شد.